# Toni D'Agostinho
Toni D'Agostinho é um cartunista e sociólogo brasileiro. Já trabalhou com a produção de caricaturas para diversas editoras, tais como Abril e Globo, entre outras, além de caricaturas em programas de televisão, tais como Show do Tom e Programa Raul Gil. Já fez três exposições de seus trabalhos 50 razões para rir (2009), Futebol Cabeça (2010) e Os Gatos da Santa Casa(2011), todas em estações de metrô de São Paulo. A primeira exposição, 50 razões para rir foi transformada em livro pela editora Noovha América, com o qual Toni ganhou o 22º Troféu HQ Mix na categoria "melhor publicação de caricaturas".